# تفنگ ساچمه‌زنی نیمه‌خودکار
تفنگ ساچمه‌زنی نیمه‌خودکار یا شات‌گان نیمه‌خودکار (به انگلیسی: Semi-automatic shotgun) نوعی تفنگ ساچمه‌زنی که توانایی شلیک تک تیر را داشته باشد، یعنی یا هر بار چکاندن ماشه فقط یک گلوله شلیک می‌شود و سلاح برای شلیک بعدی مسلح می‌شود.

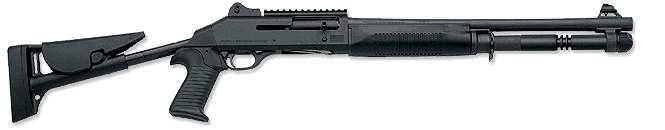
بنلی ام۴ سوپر ۹۰ یک شات‌گان نیمه‌خودکار

## نمونه‌هایی از تفنگ ساچمه‌زنی نیمه‌خودکار
- بنلی ام۴ سوپر ۹۰
- فرانکی اسپاس-۱۲
- فرانکی اسپاس-۱۵
- سایگا-۱۲
- رمینگتون مدل ۱۱۰۰